# Drillia gibberulus
Drillia gibberulus é uma espécie de gastrópode do gênero Drillia, pertencente a família Drilliidae.